# Circo Timoteo
El Circo Timoteo, también conocido como Circo Show Timoteo, es un circo chileno reconocido por ser uno de los primeros espectáculos de su tipo en presentar transformistas y artistas abiertamente homosexuales en el país.

## Historia

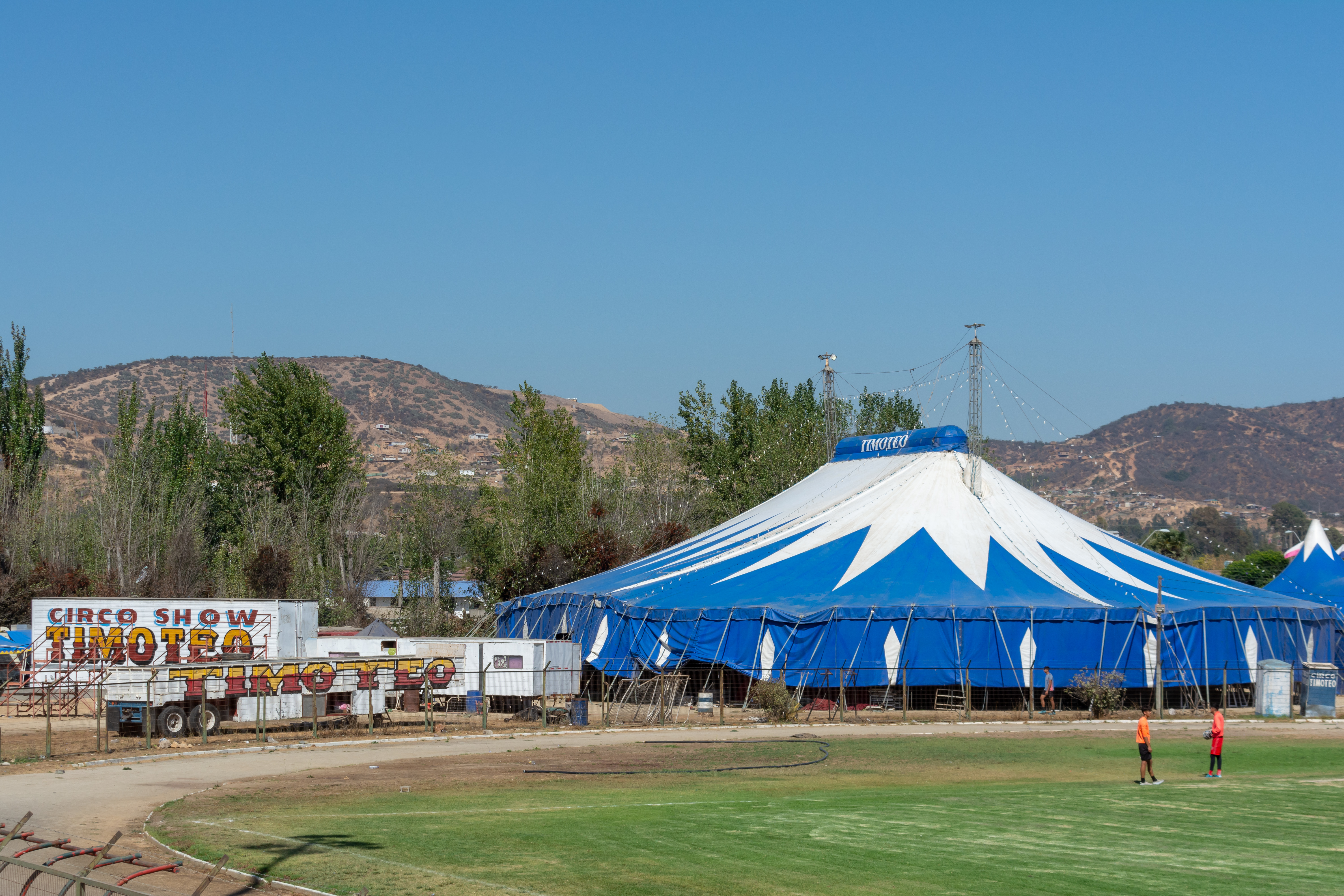
Carpa del Circo Timoteo en Limache (2023).

El circo fue fundado originalmente como «Blue Star» en 1968 por René Valdés y el empresario Darío Zúñiga (fallecido en diciembre de 2007). Valdés había desarrollado un personaje cómico apodado «Timoteo» luego de participar en teatro y en radio en la ciudad de Rancagua, y luego de desistir de una oferta para atender la boletería en el Circo Frankfort, decidió crear su propia carpa y establecieron su primer espectáculo en Requegua, en las cercanías de Pelequén.
Tras su presentación en diversas localidades de la Región de O'Higgins, en los años 1970 el circo realizó espectáculos en Santiago y Valparaíso; en esta última ciudad realizaron shows durante 8 años en los distintos cerros del puerto y paulatinamente fueron sumando transformistas a sus presentaciones. Durante la época de la dictadura militar también sufrieron persecuciones y malos tratos por parte de las autoridades, lo cual contrastaba con la popularidad creciente que el show obtenía entre los asistentes. Alrededor de 1984 el circo comenzó a incorporar transformistas en sus espectáculos, lo que se convertiría en su sello característico.

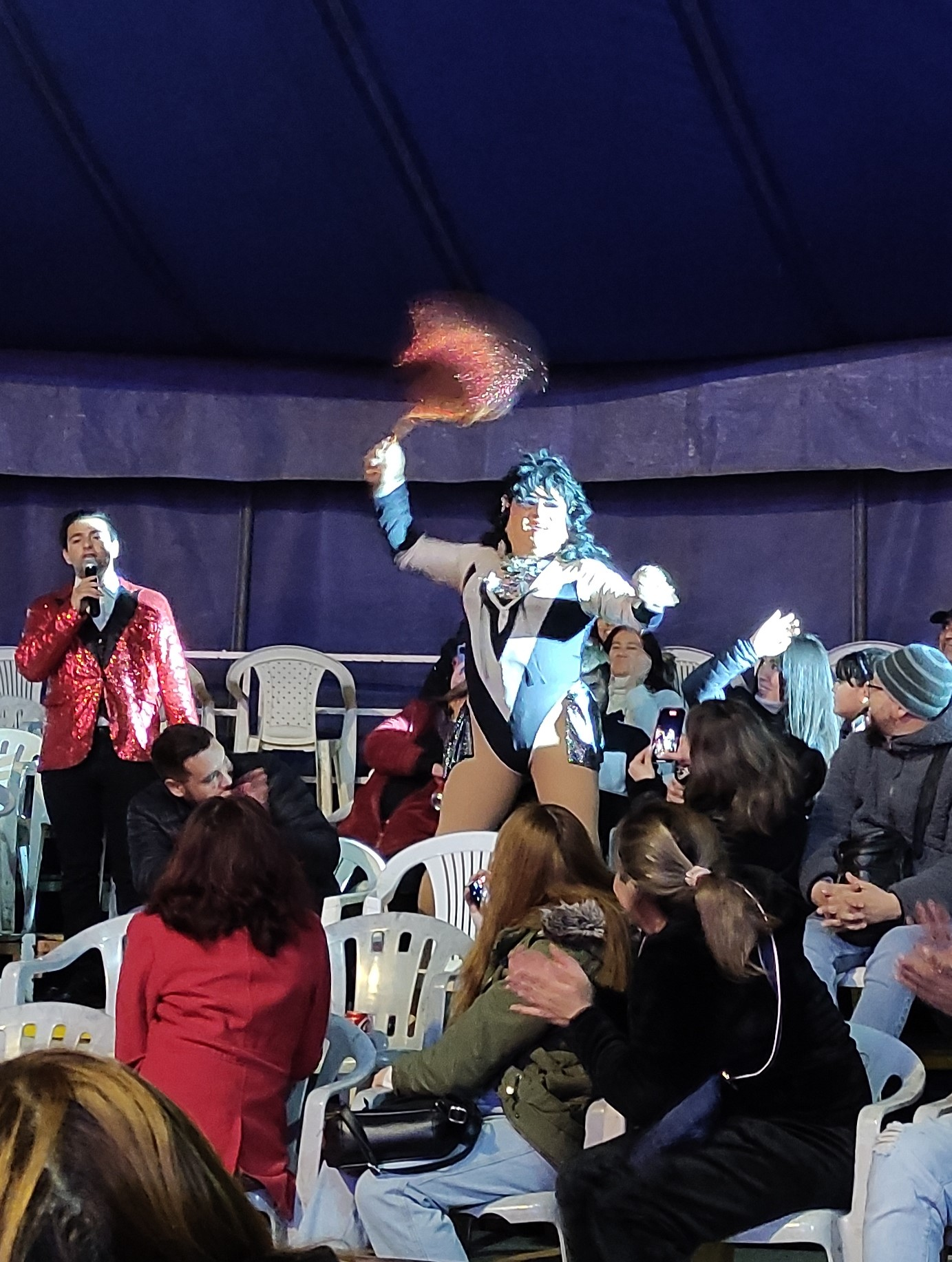
Negra Lay, «La Loca de la Cartera», durante su espectáculo.

Entre las artistas que han formado parte del circo Timoteo se encuentran Fabiola del Luján (fallecida en 2006), Vanesa Star, Yessenia Duval, Yajaira Martínez, Kathy Larson, María Cristina (interpretada por Mauricio Sepúlveda, fallecido en junio de 2016), Katty Fontey (activista trans, presidenta de Traves Chile y participante de la primera protesta LGBT de Chile en 1973) y La Negra Lay; este último personaje es caracterizado por Arturo Peña y que también realiza otra interpretación denominada «La Loca de la Cartera», considerado uno de los espectáculos icónicos del circo que consiste en Peña caracterizado de mujer y corriendo entre el público golpeando a algunos de los asistentes con su cartera rellena de papel de periódico. Alejandra González, primera mujer transgénero en ser elegida concejal en Chile por la comuna de Lampa, formó parte del circo Timoteo realizando una imitación de Magaly Acevedo. Otros artistas que participaron en el circo fueron Pilola Polett (apodada «La dama de los mil trajes», que se incorporó en 1973 y se desempeñó como anfitriona), Manuel Castillo Valdés (quien interpretaba al «payaso Mota»), Paloma Subercaseaux, Anaís Pai Amir, y Lala (Dalinda Sánchez), trapecista que falleció al estrellarse contra el suelo.
Katiuska Molotov, transformista que posteriormente tendría su propia carpa de circo y participaría de shows en locales nocturnos, inició su carrera en el circo Timoteo. También se han presentado artistas ya consagrados, como la cantante Cecilia, el humorista boliviano Sandy, la vedette Maggie Lay (quien se incorporó al circo en 2016) y el maquillador Gonzalo Cáceres.
El circo Timoteo suspendió sus presentaciones a partir del 15 de marzo de 2020 producto de la pandemia de COVID-19, realizando su último show en la localidad de Coltauco. Retomaron sus funciones el 16 de septiembre de 2021 presentándose en Quillota.

## Referencias culturales

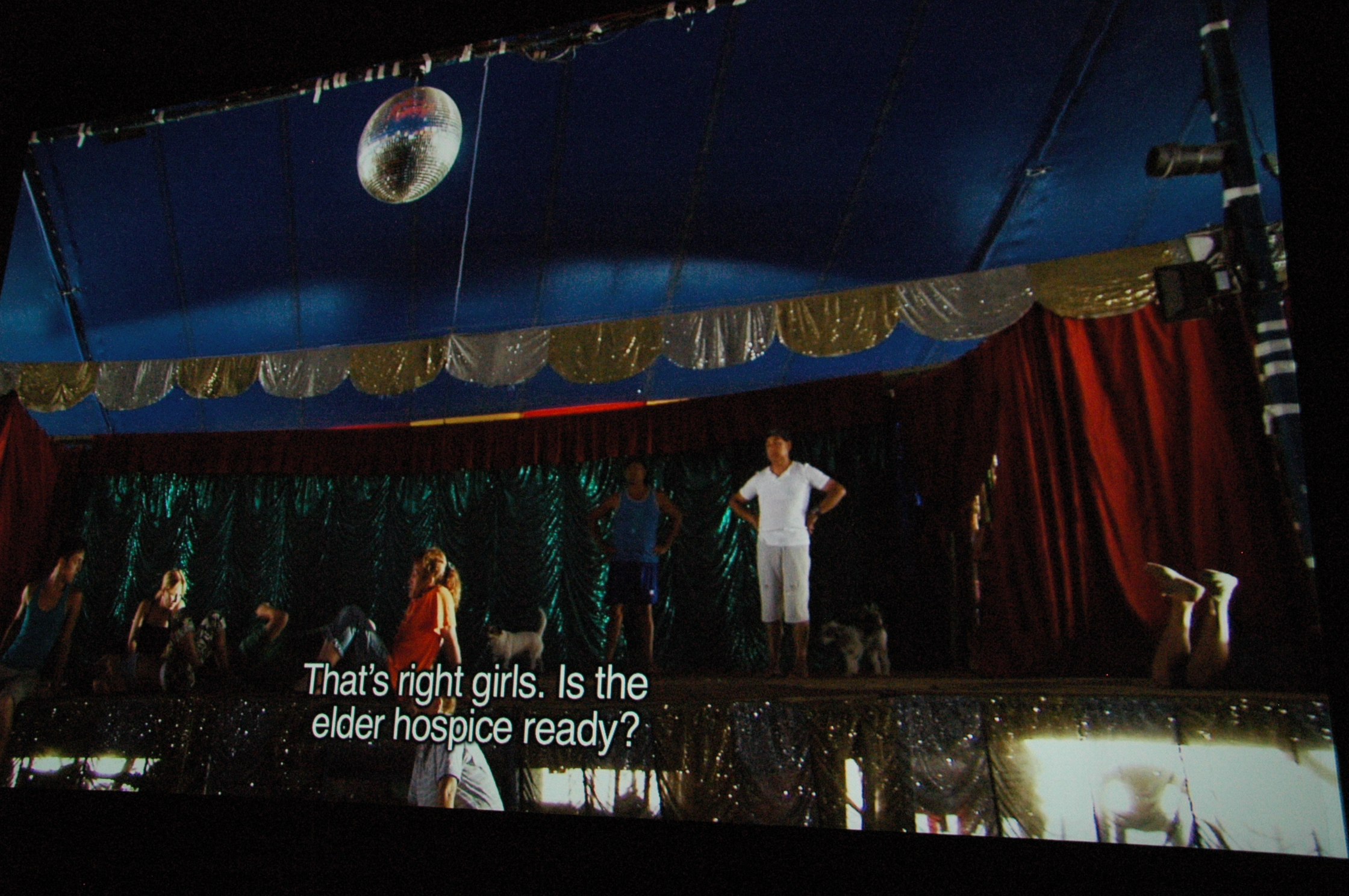
Presentación de El gran circo pobre de Timoteo en el Festival Internacional de Cine de Viña del Mar.